# اولس چیشکو
اولس چیشکو (انگلیسی: Oles Chishko; ۲ ژوئیهٔ ۱۸۹۵ – ۴ دسامبر ۱۹۷۶) خواننده اپرا، آهنگساز، و خواننده اهل اتحاد جماهیر شوروی سوسیالیستی بود.